# Goof Troop
Goof Troop (A Turma do Pateta no Brasil e A Trupe do Pateta em Portugal) é um desenho animado estado-unidense da Disney, estrelado pelo personagem Pateta em 1992 e tinha no total de 78 episódios.
No Brasil, foi exibido no SBT pelos programas Disney Club (entre 1997 e 2000), Bom Dia e Cia (entre 2000 e 2003, apresentado na época por Jackeline Petkovic), Sábado Animado (em 2001) e Festolândia (entre 2003 e 2004, no especial Disney do programa exibido aos sábados). Já foi exibido também pelos canais pagos Disney Weekend e Disney Channel, e pela Rede Globo no Festival de Desenhos (normalmente visto nas madrugadas da emissora via parabólica).
Em Portugal, foi exibido no Clube Disney pelo Canal 1 em versão original com legendas em português. De 2001 a 2007, foi exibido pelo Disney Channel, mas dublado em português. De 2008 a 2012, foi exibido pelo Disney Cinemagic.

## Personagens
- Pateta - Muito engraçado, gentil e honesto. Deixou Patópolis e foi morar em Spoonerville, com seu filho Max.
- Max - O filho de 11 anos de Pateta, que apesar de muitas vezes se irritar com as trapalhadas de seu pai, sempre o ajuda.
- Panqueca - O gato de estimação do Pateta.
- João Bafo-de-Onça - Mais conhecido pelo nome de "Bafo", é o vizinho de Pateta, dono de uma loja de carros usados, que ama o seu barco. Já não é mais um vilão criminoso nas aventuras do Mickey Mouse, mas continua o mesmo malandro vigarista se aproveitando da mordomia. É também incrivelmente azarado sempre se dando mal.
- Peg de Onça - A mulher enérgica, mas carinhosa de Bafo. É a única pessoa que bafo não consegue enganar.
- João Bafo-de-Onça Júnior - Mais conhecido pelo nome de "B.J.", é o filho de 11 anos do Bafo e melhor amigo de Max. O seu apelido "B.J." é a abreviatura de "Bafo Júnior". Apesar do seu Pai ser inimigo do Pateta e do Mickey, o B.J. está sempre do lado do Max.
- Matraca de Onça - A filha de 4 ½ anos mais nova e hiperativa de Bafo. Sempre consegue o que quer chorando do seu pai. Já no final da série, Matraca completa 6 anos.
- Serrote - O cachorro de estimação do Bafo.
- Sr Cabeça-de-Prego - Um dos professores de Max, que aparece pouco, em boa parte apenas fazendo pontas.
- Debbie - A prima de Max, que também aparece pouco.
- Bob - Amigo de Max e B.J.

## Jogo
Existe um jogo com o mesmo nome do desenho Goof Troop produzido pela Capcom para console Super Nintendo.

## Dubladores
| Personagem      | Dublagem EUA     | Dublagem BRA       | Dublagem POR     | Dublagem JAP   |
| --------------- | ---------------- | ------------------ | ---------------- | -------------- |
| Pateta          | Bill Farmer      | Anderson Coutinho  | Carlos Freixo    | Yūtaka Shimaka |
| Bafo de Onça    | Jim Cummings     | Pietro Mário       | Luís Mascarenhas | Tōru Ōhira     |
| Peg de Onça     | April Winchell   | Emília Rey         | Luísa Salgueiro  | Kazue Komiya   |
| Max Pateta      | Dana Hill        | Diego Larrea       | Helena Montez    | Chika Sakamoto |
| B.J.            | Rob Paulsen      | Christiano Torreão | Peter Michael    | Urara Takano   |
| Matraca de Onça | Nancy Cartwright | Ana Lúcia Menezes  | Isabel Ribas     | Mika Kanai     |

- Locutor: Carlos Gesteira
- Estúdio: Double Sound